# 張文光 (崇禎進士)
張文光（1595年—1660年），字譙明，河南開封府祥符縣人，明末清初政治人物、詩人。

## 生平
萬曆二十三年（1595年）出生。崇禎元年（1628年）戊辰科進士。授曲沃縣知縣，調丹徒縣知縣。入清後，授錢塘縣知縣，升江南按察司副使、分巡池太。順治十七年（1660年）病逝，享年六十六歲。著有《斗齋詩選》。